# Air Côte d'Ivoire
« Notre plus beau voyage, c'est vous ».

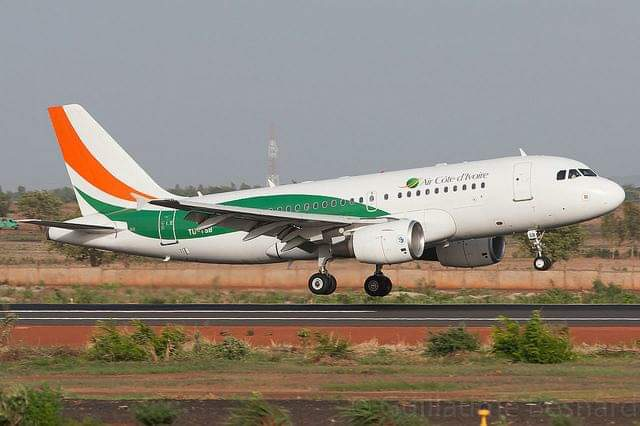
Un Airbus A320 de la compagnie Air Côte d’Ivoire au décollage.

Air Côte d'Ivoire est la principale compagnie aérienne ivoirienne. Fondée en 2012, ses activités principales sont le transport de passagers, de fret ainsi que la maintenance et l'entretien d’avions. Elle a pour objectif de desservir les principaux aéroports ivoiriens, ainsi qu'un grand nombre de destinations africaines et internationales. 
Sa principale plate-forme de correspondance aéroportuaire est l'Aéroport international Félix-Houphouët-Boigny, basé à Abidjan avec lequel elle entretient des accords d'exploitation et lui assure 48 % des passagers en 2016.

## Histoire
Air Côte d'Ivoire est appelée à succéder à l'ancienne compagnie aérienne nationale Air Ivoire. Elle a pour partenaire technique et stratégique la compagnie Air France-KLM, qui met à sa disposition dans un premier temps deux Airbus A319.
Les premiers vols régionaux d'Air Côte d'Ivoire doivent initialement débuter en juillet 2012. Cependant, plusieurs procédures permettant le lancement de la compagnie ayant pris du retard, les premiers décollages sont reportés à la date du mois d'octobre 2012,.
Air Côte d'Ivoire commence finalement ses activités commerciales le 12 novembre 2012, avec des vols réguliers reliant Abidjan à Dakar (Sénégal) deux fois par semaine. 
Le 13 novembre 2022, elle inaugure sa ligne Abidjan - Libreville au Gabon, opérée trois fois par semaine.
Le 21 octobre 2017, la compagnie nationale Air Côte d’Ivoire conclut à Abidjan, un mémorandum de « partage de code » avec les compagnies française, Air France KLM, et libanaise, Middle East Airlines.
En février 2021, Air Côte d'Ivoire reçoit son premier Airbus A320neo. Elle devient le premier opérateur en Afrique de l'Ouest,.
En décembre 2023, Air Côte d'Ivoire conclut un accord avec Air Sénégal qui prévoit de donner un accès mutuel aux deux compagnies à leurs réseaux respectifs afin de gagner en puissance face à leur concurrent régional, le Togolais Asky, soutenu par Ethiopian Airlines.

## Le capital
En 2012, La compagnie est détenue à 51 % par l’État ivoirien. Air France-KLM est également membre fondateur de la compagnie avec 20 % du capital. Le fonds Golden Road en détient 15 %, auparavant détenu par le fonds Aga Khan, et le reste (14 %) est détenu par des investisseurs privés. Au 25 mars 2012, le capital d'Air Côte d'Ivoire est composé de 300 219 278 actions se répartissant ainsi[réf. nécessaire] :
- État ivoirien : 57,54 %
- Salariés du groupe : 0,5 %,
- Flottant estimé : 00 %
- Autocontrôle : 0,6 %

Répartition du capital par nationalité (au 3 décembre 2013) :
- Côte d'Ivoire : 64 %
- Air France-KLM : 20 %
- Goldenrod : 15 %
- Autres : 14 %

Au 18 mars 2016, le capital est de 99 millions d'euros :
- Côte d'Ivoire : 55,8 %
- Air France-KLM : 10,8 %
- Goldenrod : 15 %
- Autres : 10,7 %
- BOAD : 7,7 %

Au 30 octobre 2017, le capital est de 198 millions d'euros[réf. nécessaire].

### Liste des dirigeants de la compagnie
Depuis le 17 juin 2011 :
- René Décurey, directeur général d'Air Côte d'Ivoire (2011-2021).
- Laurent Loukou, directeur général d'Air Côte d'Ivoire (depuis février 2021).
- Abdoulaye Coulibaly, président du conseil d'administration d'Air Côte d'Ivoire.

## Destinations

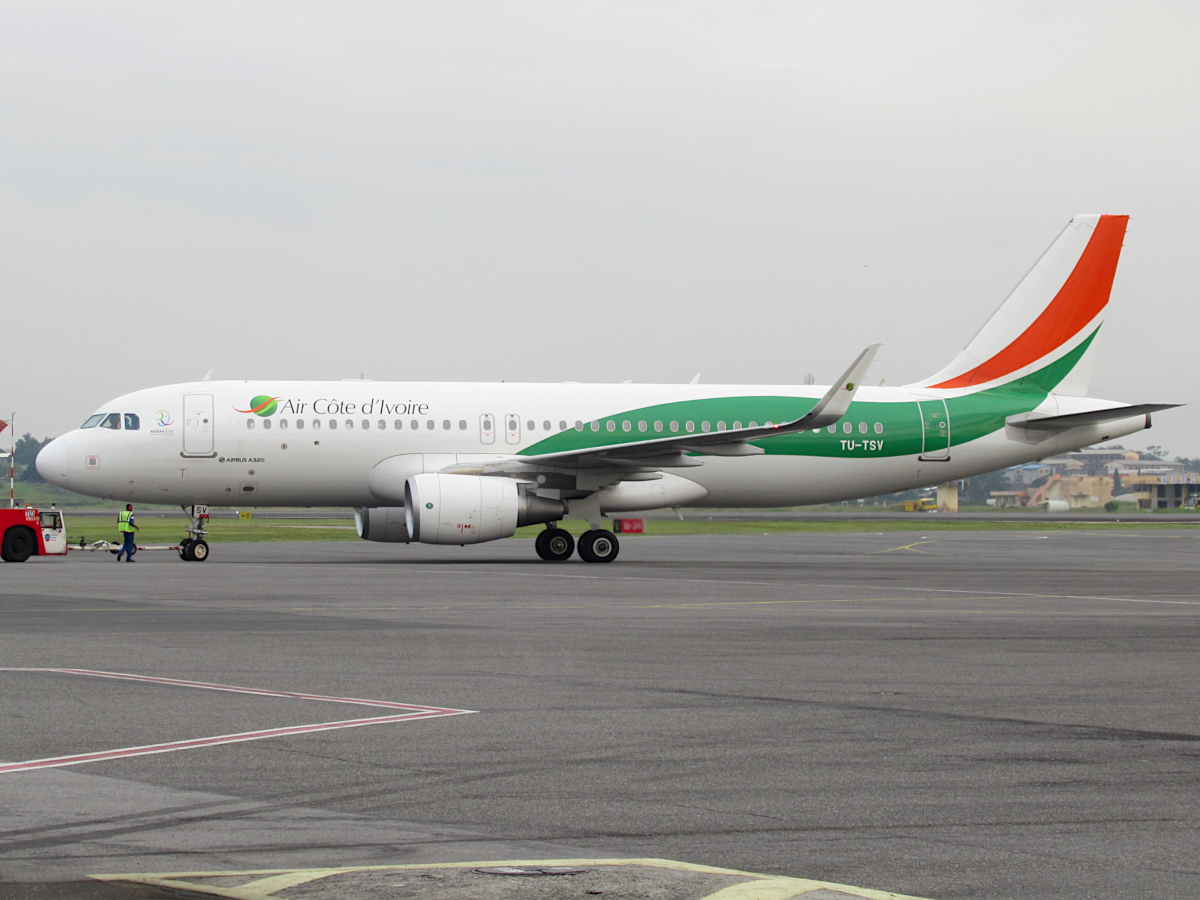
Airbus A320 d'Air Côte d'Ivoire à l'aéroport de Libreville

En 2018, Air Côte d’Ivoire enregistre plus de 124 vols par semaine et avec une cadence allant jusqu’à deux vols par jour sur certaines destinations comme Dakar.
En septembre 2018, Air Côte d'Ivoire dessert au départ d'Abidjan 18 destinations internationales en Afrique.
À cela s'ajoutent cinq destinations qui sont desservies par Air Côte d'Ivoire, sur le territoire national au départ d'Abidjan : Bouaké (BYK), Korhogo (HGO), Man (MJC), Odienné (KEO) et San-Pédro (SPY). Les deux prochains aéroports ivoiriens qui pourrait à être desservis à l'avenir devraient être Bouna et Bondoukou dans le Nord-Est du pays.
|  | Base      |
|  | Future    |
|  | Régionale |
|  | Terminée  |

## Flotte
En 2017, Air Côte d'Ivoire a acquis 2 des 5 nouveaux Airbus de la famille A320 grâce à des emprunts pour un total de 252 millions d'euros.
Les trois suivants (1 A320neo + 2 A319 ) devraient être livrés avant 2021.

## Statistiques de transport de passagers
Air Côte d'Ivoire a transporté :
- 2013 : 215 000 passagers pour un chiffre d'affaires de 33,1 milliards de F CFA.[réf. nécessaire]
- 2014 : 400 000 passagers pour un chiffre d'affaires de 55,6 milliards de F CFA.[réf. nécessaire]
- 2015 : 600 000 passagers pour un chiffre d'affaires de 76,01 milliards de F CFA.[réf. nécessaire]
- 2016 : 717 673 passagers pour un chiffre d'affaires de 83 milliards de F CFA.
- 2017 : 850 000 passagers, soit un peu plus de 38 % du trafic de sa plate-forme de correspondance aéroportuaire, l'Aéroport international Félix-Houphouët-Boigny. La compagnie a terminé l'exercice avec une perte de 15 milliards F CFA (30 millions €). Le chiffre d'affaires a atteint, à la même période, plus de 100 milliards F CFA (152 millions €)
- 2018 : 780 652 passagers avec un chiffre d’affaires de 89,2 milliards de F CFA. Air Cote d'Ivoire est la première compagnie de la zone CEDEAO-CEMAC avec environ 54 % de part de marché.